# Mikhaïl Nazarov
Pour les articles homonymes, voir Nazarov.
Mikhaïl Andreïevitch Nazarov (en russe : Михаил Андреевич Назаров), né le 14 octobre 1994 à Moscou, est un sauteur à ski russe.

## Carrière
Nazarov commence en tant que skieur alpin, puis opte pour le saut à ski. Il participe à sa première compétition internationale en 2011 au Festival olympique de la jeunesse européenne à Liberec, avant d'être sélectionné à l'Universiade d'hiver de 2013 et les Championnats du monde junior 2014.
En mars 2017, Nazarov se qualifie pour sa première compétition individuelle dans la Coupe du monde à Planica (40e).
À l'été 2017, il saute pour la première fois sur le Grand Prix, y marquant ses premiers points avec une 18e place à Courchevel.
En 2018, il prend part aux Championnats du monde de vol à ski à Oberstdorf (30e en individuel notamment), puis reçoit sa première sélection olympique, représentant les athlètes olympiques de Russie aux Jeux olympiques de Pyeongchang, où il termine 34e au petit tremplin, 39e au grand tremplin et septième par équipes.
En 2019, il marque son premier point dans la Coupe du monde au tremplin de vol à ski de Vikersund (29e) et se classe 26e du Raw Air. À l'été 2019, il obtient son meilleur résultat dans l'élite avec une dixième place sur le Grand Prix à Hakuba.
Lors de la saison 2020-2021, Nazarov émerge dans le top trente mondial, signant plusieurs top vingt dont une 14e place à Zakopane.

## Palmarès

### Jeux olympiques
| Épreuve / Édition | Pyeongchang 2018 | Pékin 2018 |
| Petit tremplin    | 34e              | 32e        |
| Grand tremplin    | 39e              | 34e        |
| Par équipes       | 7e               | 7e         |

### Championnats du monde
| Épreuve / Édition | Oberstdorf 2021 |
| Petit tremplin    | 37e             |
| Grand tremplin    | 35e             |
| Par équipes       | 8e              |

### Championnats du monde de vol à ski
| Épreuve / Édition | Oberstdorf 2018 | Planica 2020 |
| Individuel        | 30e             | 29e          |
| Par équipes       | 7e              | 7e           |

### Coupe du monde
- Meilleur classement général : 28e en 2021.
- Meilleur résultat individuel : 14e.

#### Classements généraux annuels
| Année     | Rang |
| 2018-2019 | 77e  |
| 2020-2021 | 28e  |
| 2021-2022 | 64e  |